# Klaus Huber
Klaus Huber   (Berna, 30 de novembre de 1924 - Perusa, 2 d'octubre de 2017) va ser un compositor suís.

## Biografia
Klaus Huber va nàixer en Berna el 1924. De 1947 a 1949 va estudiar violí en el Conservatori de Zúric i de 1947 a 1955, sempre en Zúric, va estudiar teoria i composició amb Stefi Geyer (fins a 1949) i després amb Willy Burkhard. De 1950 a 1960 ensenyà violí en el Conservatori de Zúric i, de 1955 a 1956 va estudiar en la «Staatliche Hochschule für Musik» de Berlín amb Boris Blacher.
De 1960 a 1963, Huber va ensenyar teoria de la música, composició i instrumentació en el Conservatori en Llucana, i a partir de 1964 en l'Acadèmia de música de Basilea. A partir de 1973 i fins a 1990 va ser finalment professor de composició en la Universitat de Friburg. Entre els alumnes d'Huber es troben, entre d'altres, Brian Ferneyhough, Wolfgang Rihm, Daniel Glaus, André Richard, Ulrich Gasser, Michael Jarrell, Younghi Pagh Paan, Kaija Saariaho així com Hans Wüthrich.
El 1970 Huber va ser distingit amb el «Beethovenpreis» de la ciutat de Bonn i l'any 2007 amb el premi de música europea d'església.

## Obra musical
El punt de partida de Klaus Huber va ser la música serial, seguint a Anton Webern, el treball d'Huber s'orienta cap a qüestions religioses. Les seues composicions són fruit d'encàrrecs socials i polítics, són, no obstant això, cristianes per la seua recurrència a utilitzar textos religiosos (com la Bíblia o dels místics medievals) no en el sentit actual, sinó amb una motivació més humana.

## Premis
- Premi de música Ernst von Siemens (2009)